# Adobe Flash Player
Adobe Flash Player（在Internet Explorer和Firefox稱為Shockwave Flash）是曾獲广泛使用、专有的多媒体程序播放器。其最初由Macromedia出品，在Macromedia被Adobe收购后由Adobe继续开发。
Flash Player使用的SWF文件，可由Adobe Animate或者其他软件或第三方工具创建。Adobe Animate原名Flash，同时表示创作程序和播放器。它同时使用位图和矢量图形，利用ActionScript脚本语言进行编程，支持双向视频流和音频流。严格来说，Adobe Flash是创作环境而Flash Player是运行Flash文件的虚拟机。但是，通常二者均可称为Flash，即Flash同时有三种含义：创作环境、播放器和程序文件。Flash Player支持内嵌的脚本语言ActionScript（AS）。ActionScript是一种基于ECMAScript的脚本语言，可用于编写Adobe Flash动画和应用程序。由于ActionScript和JavaScript都是基于ECMAScript语法的，理论上它们互相可以很流畅地从一种语言翻译到另一种。Adobe Flash Player最初設計目的為播放二維向量动画，但至此之後成為適合開發創造豐富性網際網路應用程式、串流視訊音訊的工具。Flash Player使用向量圖形的技術來最小化檔案的大小以及創造節省網路頻寬和下載時間的檔案。因此Flash成為嵌入網頁中的小遊戲、動畫、廣告、以及圖形使用者介面常用的格式。
因Flash的諸多限制和資訊安全等問題，以及HTML5、WebGL和WebAssembly的興起，各大瀏覽器包括Safari、Google Chrome、Edge、IE11及Firefox等棄用 Flash 預載，Flash Player的使用率逐年下滑。Adobe於2017年7月25日宣佈於2020年12月31日停止更新和發行Flash Player。
当前Flash Player已停止更新，并于2021年1月12日封锁Flash内容。而中国大陆将仍然由重橙网络科技代理，不受任何影响。另有非官方以Rust製作Flash Player的模擬器Ruffle，以便延續使用原本的Flash應用程式。

## 行動版本
| 作業系統             | 先決條件                                                                      | 用法             | 最新的Adobe Flash Player             |
| -------------------- | ----------------------------------------------------------------------------- | ---------------- | ------------------------------------ |
| Android              | Android 4.0 及更高版本                                                        | 独立应用         | AIR 32.0                             |
| Android              | Android 2.2-4.0, ARM Cortex-A8+                                               | 独立应用及浏览器 | Flash Player 11.1，AIR 3.1           |
| Android              | Android 2.1, available on some rare Android Devices like the Motorola Flipout | 浏览器           | Flash Lite 3.0                       |
| iOS                  | iOS 9 及更高版本                                                              | 独立应用         | AIR 32.0                             |
| BlackBerry 10        | BlackBerry 10的任意版本                                                       | 浏览器及独立应用 | Flash Player 11.1，AIR 3.1           |
| BlackBerry Tablet OS | 無                                                                            | 浏览器及独立应用 | Flash Player 11.1，AIR 3.1           |
| Maemo                |                                                                               | 浏览器           | Flash Player 9.4                     |
| PS3                  | Firmware 2.50, NetFront 2.81                                                  | Internet Browser | Flash Player 9.1（update 3）         |
| PSP                  | Firmware 2.70                                                                 | Internet Browser | Flash Player 6                       |
| Symbian              |                                                                               | Internet Browser | Flash Lite 4.0                       |
| Wii                  | Opera                                                                         | Internet Channel | Flash Lite 3.1                       |
| Pocket PC            | Pocket PC 2003                                                                | Internet Browser | Flash Player 7 (stand-alone apps v6) |
| Windows Mobile       | Windows Mobile 5                                                              | Internet Browser | Flash Player 7                       |

## 演進歷史
- Macromedia Flash Player 2（1997年）
- Macromedia Flash Player 3（1998年）
- Macromedia Flash Player 4（1999年5月）
- Macromedia Flash Player 5（2000年8月）
- Macromedia Flash Player 6
  - Macromedia Flash Player 6（6.0.21.0版本，代號為Exorcist，2002年3月）
- Macromedia Flash Player 7
  - Macromedia Flash Player 7（7.0.14.0版本，代號為Mojo，2003年9月）
- Macromedia Flash Player 8
  - Macromedia Flash Player 8（8.0.22.0版本，代號為Maelstrom，2005年8月）
- Adobe Flash Player 9
  - Adobe Flash Player 9（9.0.15.0版本，代號為Zaphod，2006年6月，Flash Player 8.5以前的命名）
  - Adobe Flash Player 9 Update 1（9.0.28.0版本，代號為Marvin，2006年12月）
  - Adobe Flash Player 9 Update 2（Mac/Windows:9.0.47.0版本；Linux:9.0.48.0版本，代號為Hotblack，2007年7月）
  - Adobe Flash Player 9 Update 3（9.0.115.0版本，代號為Moviestar或Frogstar，2007年12月）
- Adobe Flash Player 10
  - Adobe Flash Player 10（10.0.12.36版本，代號為Astro，2008年10月）
    - 新特性
      - 3D對象轉換
      - 高級文本支持
      - 動態聲音
      - 矢量數據類型

    - 增強功能
      - 較大的位圖支持
      - 圖形繪圖API
      - 上下文菜單
      - 硬件加速

  - Adobe Flash Player 10.1（10.1.53.64版本，代號為Argo，2010年6月）
    - 重複使用的位圖數據副本，更好的內存管理
    - 提高垃圾收集器
    - 基於硬件的H.264視頻解碼
    - 支持瀏覽器的隱私模式
    - 多點觸控的API
    - 使用雙緩衝OpenGL上下文的全屏
    - 使用核心動畫

  - Adobe Flash Player 10.2（10.2.152.26版本，代號為Spicy，2011年2月）
    - Stage Video——一個完整的硬體加速的視訊管線
    - Internet Explorer的繪製加速支援
    - 自訂滑鼠游標
    - 多顯示器的全螢幕支援
    - 強化文字的sub-pixel繪製

  - Adobe Flash Player 10.3（10.3.181.14版本，代號為Wasabi，2011年5月）
    - 介質的測量（視頻分析的網站，台式機專用）
    - 聲學迴聲消除（聲學迴聲消除，噪聲抑制，語音活動檢測，麥克風輸入電平自動補償;台式機專用）
    - 與瀏覽器集成的隱私管理本地存儲控制（ClearSiteData NPAPI）
    - 本機的控制面板
    - 對於OS X的自動更新通知
- Adobe Flash Player 11
  - Adobe Flash Player 11（11.0.1.152版本，代號為Serrano，2011年10月）
    - 支援64位元版本
    - 3D硬體加速、7.1環繞音效

  - Adobe Flash Player 11.1（11.1.102.55版本，代號為Anza，2011年11月）
    - Stage 3D加速圖形演算
    - 原生64位元支援
    - 相機的H264/AVC軟體編碼
    - 支援行動裝置的內容保護
    - 受保護的HTTP動態串流（HTTP Dynamic Stream）
    - Adobe Flash Access®
    - 安全隨機編號產生器
    - TLS安全通訊端支援
    - 適用於電話的G.711音訊壓縮
    - 三次貝茲曲線
    - 增強高解析度點陣圖支援
    - 非同步點陣圖解碼
    - 原生JSON（JavaScript物件表示法）
    - 廢棄項目收集建議
    - 通訊端進度事件
    - JPEG XR支援
    - 高效率SWF壓縮支援
    - 全新的Remove Children API
    - 全新的MovieClip屬性
    - 最后支持Windows 2000

  - Adobe Flash Player 11.2
    - 提供了自動更新選項
    - 不再支持的瀏覽器插件
    - 最后支持Linux和Solaris，Chrome浏览器除外

  - Adobe Flash Player 11.3
    - 全屏交互模式
    - 繪製位圖質量

  - Adobe Flash Player 11.4
    - 高級功能的遊戲
    - 攝像頭的改進
    - DXT編碼
    - iOS推送通知

  - Adobe Flash Player 11.5
    - 靜態鏈接的DRM

  - Adobe Flash Player 11.6
    - 完善的權限與用戶界面為全屏鍵盤訪問
    - 遷移認證的ANE
    - 文件API的更新，因此AIR應用符合蘋果公司的數據存儲指引
    - 獨立的採樣器狀態的Stage3D
    - 設置設備特定的Retina Display分辨率（iOS）

  - Adobe Flash Player 11.7
    - 支持上傳16位元紋理格式
    - GameInput升級
    - Android創建專屬運行的應用程序

  - Adobe Flash Player 11.8
    - 影片剪輯
    - 桌面遊戲手柄支持

  - Adobe Flash Player 11.9
    - OS X Mavericks支持
- Adobe Flash Player 12
  - Adobe Flash Player 12.0.0.3（閱覽版）
  - Adobe Flash Player 12.0.0.70（正式版）
- Adobe Flash Player 13
  - Adobe Flash Player 13.0.0.80（閱覽版，代號為King，2014年3月）
- Adobe Flash Player 14
  - Adobe Flash Player 14.0.0.145（正式版）
- Adobe Flash Player 15
- Adobe Flash Player 15.0.0.65（閱覽版（Beta 1））
  - Adobe Flash Player 15.0.0.70（閱覽版（Beta 2））
  - Adobe Flash Player 15.0.0.108（閱覽版（Beta 3））
  - Adobe Flash Player 15.0.0.223（正式版）
- Adobe Flash Player 16
  - Adobe Flash Player 16.0.0.169（代號為Natoma，2014年11月）
  - Adobe Flash Player 16.0.0.169（2015年1月22日）
- Adobe Flash Player 17
  - Adobe Flash Player 17.0.0.93（2015年2月）
    - 支持64位元全平台

  - Adobe Flash Player 17.0.0.171（2015年4月14日）
- Adobe Flash Player 18（2015年6月9日）
  - 支持PC瀏覽器安裝優化
  - 支持3D支援持續擴充
- Adobe Flash Player 19（2015年9月21日）

- Adobe Flash Player 20（2015年12月8日）
  - 增強視訊處理和資訊防盜功能
  - 12月底发布的20.0.0.267的ActiveX版本有无法使用的严重BUG，该版本随着Window自动更新扩散到全球，造成了史无前例的影响，并且直到半个月后才重新推送BUG修复版，直接引发了Flash Player体系（包括Flash、Flex、Action Script等）的信任危机。

- Adobe Flash Player 21（2016年3月10日）
  - 針對FLASH 與 HTML5結合運用 完善相關API
  - 與火狐團隊合作 並針對火狐特殊需求增加支援
  - GPU渲染 3D 記憶體處理
  - 強化MAC平台支援

- Adobe Flash Player 22（2016年6月16日）
  - 處理字典 訊息問題
  - XML 修正
  - PPAPI印刷修正
  - [Chrome Only] 橫向模式修正
  - 大空字符修正
  - 新增 EnableLocalAppData 作為安全性功能提供
  - 與Google合作 修正視訊路線處理
- Adobe Flash Player 23（2016年9月13日）
- Adobe Flash Player 24（2016年12月13日）
  - 重新支援Linux，只有安全性更新
- Adobe Flash Player 25（版本25.0.0.127）（代號為Webster，2017年3月14日）
  - Adobe Flash Player 25 (版本25.0.0.148) (2017年4月11日)
  - Adobe Flash Player 25 (版本25.0.0.163) (2017年4月20日)
- Adobe Flash Player 26（版本26.0.0.131）（代號為York，2017年6月13日）
- Adobe Flash Player 27（版本27.0.0.130）（代号Zoe，2017年9月12日）
  - Adobe Flash Player 27（版本27.0.0.159）（2017年10月10日）
- Adobe Flash Player 28（版本28.0.0.11）（代號為Atka，2017年12月12日）
- Adobe Flash Player 29（版本29.0.0.126）（2017年12月12日）
- Adobe Flash Player 30（版本30.0.0.113）（2018年6月7日）
- Adobe Flash Player 31（版本31.0.0.108）（2018年9月11日）
- Adobe Flash Player 32（版本32.0.0.101）（2018年12月5日）
  - Adobe Flash Player 32（版本32.0.0.114）（2019年1月8日）
  - Adobe Flash Player 32（版本32.0.0.142）（2019年2月12日）
  - Adobe Flash Player 32（版本32.0.0.156）（2019年3月12日）
  - Adobe Flash Player 32（版本32.0.0.171）（2019年4月9日）
  - Adobe Flash Player 32（版本32.0.0.192）（2019年5月14日）
  - Adobe Flash Player 32（版本32.0.0.207）（2019年6月11日）
  - Adobe Flash Player 32（版本32.0.0.223）（2019年7月9日）
  - Adobe Flash Player 32（版本32.0.0.238）（2019年8月13日）
  - Adobe Flash Player 32（版本32.0.0.255）（2019年9月10日）
  - Adobe Flash Player 32（版本32.0.0.270）（2019年10月9日）
  - Adobe Flash Player 32（版本32.0.0.293）（2019年11月13日）
  - Adobe Flash Player 32（版本32.0.0.303）（2019年12月10日）
  - Adobe Flash Player 32（版本32.0.0.314）（2020年1月14日）
  - Adobe Flash Player 32（版本32.0.0.321）（2020年1月21日）
  - Adobe Flash Player 32（版本32.0.0.330）（2020年2月11日）
  - Adobe Flash Player 32（版本32.0.0.344）（2020年3月11日）
  - Adobe Flash Player 32（版本32.0.0.363）（2020年4月14日）
  - Adobe Flash Player 32（版本32.0.0.371）（2020年5月12日）
  - Adobe Flash Player 32（版本32.0.0.387）（2020年6月9日）
  - Adobe Flash Player 32（版本32.0.0.403）（2020年7月14日）
  - Adobe Flash Player 32（版本32.0.0.414）（2020年8月11日）
  - Adobe Flash Player 32（版本32.0.0.433）（2020年9月8日）
  - Adobe Flash Player 32（版本32.0.0.445）（2020年10月13日）
  - Adobe Flash Player 32（版本32.0.0.453）（2020年11月10日）
  - Adobe Flash Player 32（版本32.0.0.465）（2020年12月8日）

## 争议

### 隐私
2018年2月28日，上海剑圣网络科技有限公司（即2144）和其分公司重庆重橙网络科技有限公司宣布获得了Adobe Flash Player在中国大陆地区的独家代理发行权。中国大陆的用户在访问Adobe Flash Player的下载页面时，会自动跳转到2144公司网站域名下的下载页面，同时会默认捆绑下载2144游戏中心，且取消勾选的位置较为隐蔽，这让不少用户感到不满。
2144公司网站域名下的下载页面的最下方用户协议区域比Adobe公司的原版下载页面多了一条不起眼的《Helper Service服务协议》，该协议允许重橙网络可以收集用户的上网隐私。
中国大陆用户最后一个能正常安装使用的ActiveX和NPAPI版本是2018年2月6日发布28.0.0.161。2018年2月28日起，中国大陆的发行交由2144。Google Chrome自带的PPAPI版本暂不受影响。
从Flash Player 30起，中国大陆的ActiveX、NPAPI和Win10上的PPAPI版本开始实行锁区策略，分成了全球版和大陆版两个独立的版本，即大陆用户无法安装运行全球版，中国大陆以外的用户无法安装运行中国版。中国版带有2144的进程“FlashHelperService.exe”，且无法关闭，如果关闭进程则Flash内容就会拒绝显示。
2018年7月12日，网友爆料中国特供版Flash在其用户服务协议裡明确表示会搜集用户隐私信息，并且会将信息披露给第三方。事情被曝光后，有媒体发现重橙网络已经悄悄更改了Helper Service服务协议的内容。
更改后的Helper Service服务协议中的“隐私声明”一项有了很大的变化，删除了大量内容，将之前“收集用户的上网信息”改成了“记录用户如何使用本程序的信息和用户使用本程序的相关数据”，同时还去掉了将信息披露给第三方的内容。
但目前“中国特供版”Adobe Flash Player 安装包附带安装的 Flash Helper Service 服务依然存在，且常驻系统，不可关闭。

### 流氓行为
上节中提到的后台进程除了收集用户隐私外，还会不定时弹出广告窗口。